# 29477 Zdíkšíma
29477 Zdíkšíma là một tiểu hành tinh vành đai chính với chu kỳ quỹ đạo là 1463.7470713 ngày (4.01 năm).
Nó được phát hiện ngày 31 tháng 10 năm 1997.